# Przemysław Morysiak
Przemysław Morysiak (ur. 16 czerwca 1964 w Poznaniu) – polski menedżer i urzędnik państwowy, w latach 2004–2005 podsekretarz stanu w Ministerstwie Skarbu Państwa.
Absolwent Politechniki Poznańskiej i studium pedagogicznego w Poznaniu. Odbył studia doktoranckie w Szkole Głównej Handlowej i podyplomowe na Uniwersytecie Ekonomicznym w Poznaniu. Od 1989 pracował jako rekruter w Towarzystwie Przemysłowca Polskiego i jako marketingowiec jego spółce matce – Drewbudzie, przedsiębiorstwach Piotra Bykowskiego, które wkrótce zbankrutowały. Od 1991 do 1993 pracował w Banku Staropolskim w Poznaniu, a od 1993 do 1995 jako wicedyrektor departamentu zarządzania ryzykiem w Wielkopolskim Banku Kredytowym w Poznaniu. Później zatrudniony w firmie Hobar Group Ltd. oraz od 1995 do 1996 Towarzystwie Funduszy Inwestycyjnych Korona jako dyrektor w departamencie reklamy i marketingu.
Od 1996 pracownik Ministerstwa Finansów: do 1998 jako doradca ministra, następnie jako dyrektor Departamentu Bankowości i Instytucji Finansowych. W 1999, po połączeniu go z Departamentem Ubezpieczeń, stanął na czele Departamentu Instytucji Finansowych. Został przedstawicielem ministra finansów w Komisji Nadzoru Bankowego, w Komisji Papierów Wartościowych i Giełd, radzie Fundacji na rzecz Kredytu Hipotecznego w Warszawie oraz Bankowym Funduszu Gwarancyjnym (gdzie od 2006 do 2007 był również członkiem zarządu). W styczniu 2004 był wymieniany jako kandydat na ministra skarbu, jednak jego nominację zablokował szef klubu parlamentarnego Sojuszu Lewicy Demokratycznej Krzysztof Janik. 9 lutego 2004 został ostatecznie powołany na stanowisko podsekretarza stanu w tym ministerstwie. Odpowiadał m.in. za prywatyzację PKO BP. Odwołany 6 grudnia 2005, pracował w Ministerstwie Finansów do 2007 roku. Członek wielu rad nadzorczych, w tym m.in. Hortex S.A., czy Banku Gospodarstwa Krajowego.
Następnie pracował na stanowiskach kierowniczych: od 2008 do 2010 jako prezes zarządu KAH „Społem”, od 2011 do 2014 jako prezes zarządu spółki Uzdrowiska Polskie – Zarządzanie. W latach 2014 do 2016 członek zarządu MPWiK w m.st. Warszawie S.A. Od wielu lat (z przerwami) prowadzi własną działalność w zakresie doradztwa gospodarczego. Od grudnia 2018 roku wiceprezes zarządu GPPI S.A. – spółki z obszaru OZE notowanej na rynku NewConnect prowadzonym przez GPW w Warszawie.